# 陸永泉 (1859年)
陸永泉（1859-1909）廣東香山人，字盈科，為第一批中國留美幼童，曾就讀康州諾威奇自由學校和耶魯大學。是詹天佑在雪菲爾德學院的師弟。於召回後重新回到耶魯大學完成學業，還到理海大學完成研究生課程。離開學校後招募十名技術工人回國參加津沽鐵路建設。後來從事外交工作多年，1909年遭刺客槍擊身亡。